# Josef Albrecht
Josef Albrecht (6. října 1915 Horka nad Moravou – 16. října 1940 Londýn u Bentley Priory) byl český palubní střelec, příslušník 311. československé bombardovací perutě a oběť druhé světové války.

## Život

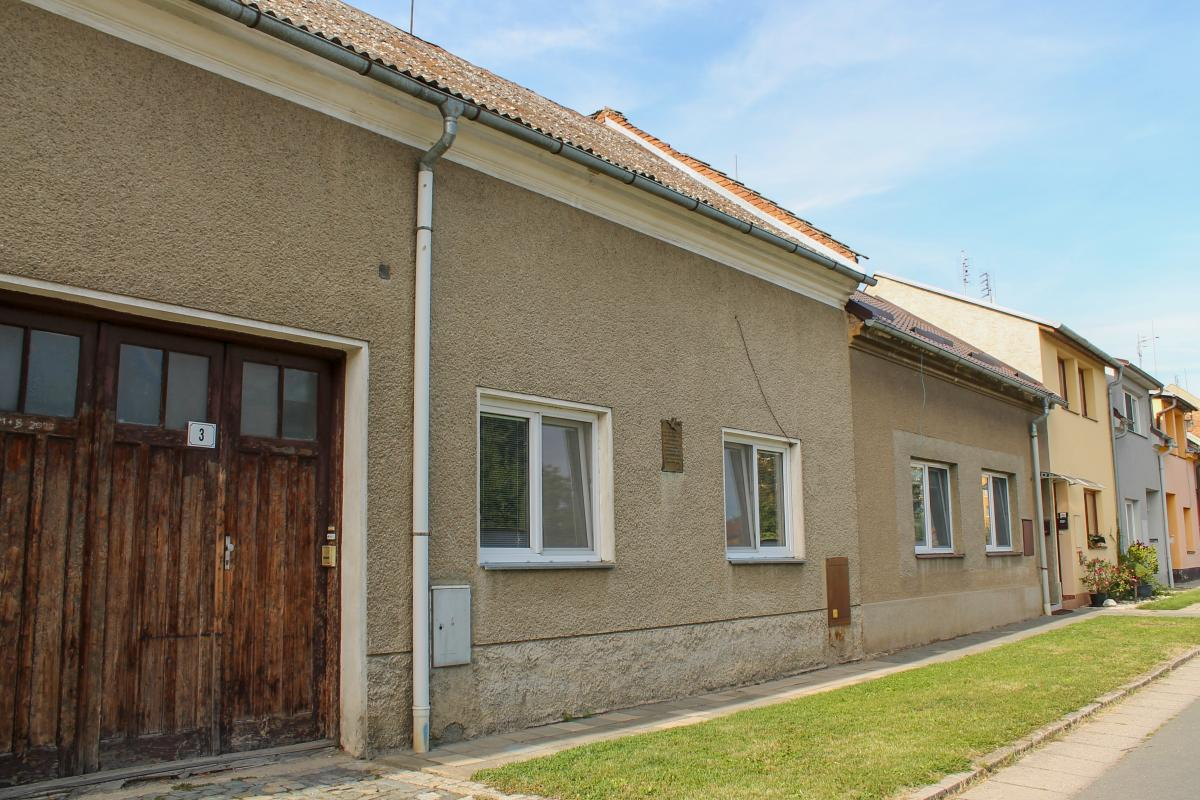
Rodný dům Josefa Albrechta v Horce nad Moravou

### Před druhou světovou válkou
Josef Albrecht se narodil 6. října 1915 v Horce nad Moravou na Olomoucku v rodině obecního strážníka Josefa Albrechta, kde vychodil i obecnou školu. Přihlásil se do školy pro letecký dorost v Prostějově, kterou zdárně ukončil v roce 1935.

### Druhá světová válka
Po německé okupaci v březnu 1939 opustil Josef Albrecht ilegálně Protektorát Čechy a Morava a přes Polsko se dostal do Francie. Zde byl 2. října 1939 odveden do Československé armády v zahraničí a následně zařazen do francouzského letectva jako mechanik. Po pádu Francie se evakuoval do Spojeného království. Zde byl přijat do Royal Air Force, přes léto 1940 absolvoval výcvik a 29. července téhož roku byl zařazen k 311. československé bombardovací peruti. Zde působil na strojích Vickers Wellington jako palubní střelec v přední věži. Jeho první operační let jej zavedl nad bruselské seřaďovací nádraží. Při svém třetím nočním náletu na Brémy dne 16. října 1940 byl Albrechtův Vickers Wellington N2771 KX-H poškozen, mj. měl nefunkční vysílačku a navigační přístroje. S tímto hendikepem vletěl letoun v mlze do balónové baráže nad Londýnem a jedno z lan mu oddělilo pravé křídlo. Stroj se zřítil na tenisové hřiště u sídla Fighter Command v Bentley Priory. Až na Františka Truhláře zahynula celá posádka. Josef Albrecht byl 21. října 1940 společně s ostatními pohřben na novém hřbitově v londýnské čtvrti Pinner.

## Rodina
Otec Josefa Albrechta rovněž Josef Albrecht byl za druhé světové války vězněn v koncentračním táboře. Zemřel po návratu 20. prosince 1945.

## Posmrtná ocenění

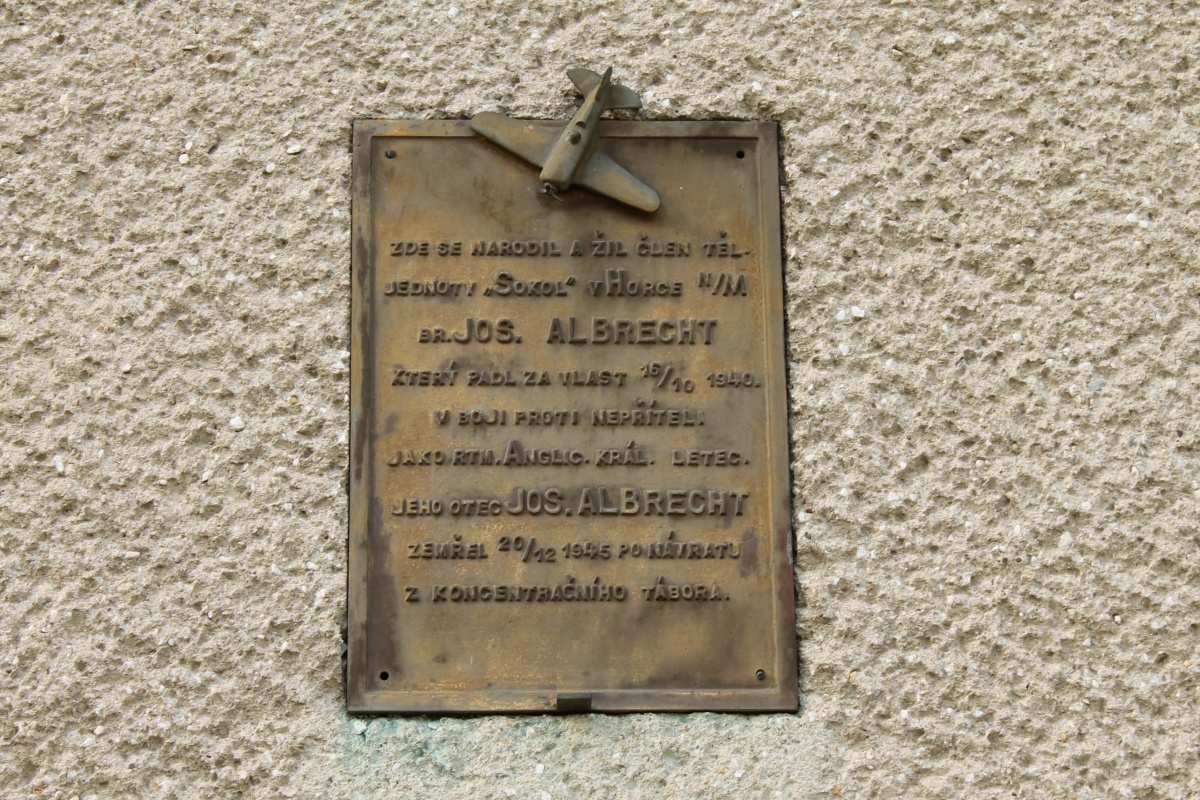
Pamětní deska Josefa Albrechta v Horce nad Moravou

- Josefu Albrechtovi byl in memoriam udělen Československý válečný kříž 1939 a Pamětní medaile československé armády v zahraničí
- Josef Albrecht byl v roce 1990 in memoriam povýšen do hodnosti podplukovníka
- Josefu Albrechtovi byla na rodném domě v Horce nad Moravou odhalena pamětní deska a přilehlá ulice po něm pojmenována[2]